# Honorio Velasco Maillo
Honorio Velasco Maillo es una de las principales referencias en España en el campo de la Antropología Cultural. Es consejero del Instituto de la Cultura Tradicional Segoviana Manuel González Herrero.

## Biografía
Desde el año 1989 es catedrático de Antropología Social y Cultural de la Universidad Nacional de Educación a Distancia. También es miembro de la Comisión Gestora del Instituto Interuniversitario para la Comunicación Cultural y del Consejo Editorial de la Revista de Dialectología y Tradiciones Populares. 
Pertenece a los comités científicos de varias revistas, dirige algunas colecciones editoriales  y es evaluador de proyectos de investigación y de Agencias Universitarias. Ha sido Presidente de la Asociación Madrileña de Antropología y de la   Asociación de Antropología de Castilla y León,  Michael Kenny y Director del Departamento de Antropología de la UNED.
El autor es especialista en las fiestas y en tradiciones populares. Ha investigado entre otros temas, sobre: el patrimonio inmaterial (en este tema es experto consultado por el gobierno español para UNESCO) , la cognición y los símbolos. Ha desarrollado una larga tarea como investigador en el Museo del Hombre en París, en la Freie Universitat en Berlín y en California Berkeley e Indiana Bloomington.
Entre los trabajos de campo que ha realizado se encuentran Evolución y cambio del trabajo manual; Rituales; Ritual y retórica en mercados y ferias de ganado; Cambio de valores y formas políticas; Políticas de cultura popular... 
Su trabajo se ha desarrollado principalmente en las áreas rurales de Castilla-La Mancha, Castilla y León, Madrid, Levante, Extremadura y Andalucía.
Imparte el curso "El concepto de cultura y la diversidad. Una visión antropológica de los derechos culturales" en el Doctorado de Derecho de la Cultura, la asignatura "Antropología cognitiva y simbólica en la UNED" desde los comienzos de la titulación en España.

## Obras del autor
- Cuerpo y espacio: símbolos y metáforas, representación y expresividad en las culturas, Madrid : Editorial Centro de Estudios Ramón Arece, 2007
- Hablar y pensar: tareas culturales, UNED, 2003.-
- La lógica de la Investigación Etnográfica (junto con Díaz de Rada) Ed. Trotta, Madrid, 1997.
- WERNER, Oswald y G. Mark SHOEPFLE, 1993: “Cuestiones epistemológicas”, Lecturas de antropología social y cultural (Honorio Velasco, comp.) , pp.113-181, Cuadernos de la UNED , Madrid.
- “Tiempo de Fiesta”, en: Honorio Velasco (ed.) Ensayos antropológicos sobre las fiestas en España. Tres. Catorce. Diecisiete, Madrid, 1982.
- El espacio transformado, el tiempo recuperado. Ritos de paso material. Antropología 2.
- Guía de la artesanía de Extremadura. Madrid, Ministerio de Industria, Junta de Extremadura.

## Algunas obras en línea
- ¿Confianza, cosmética o sospecha? Una etnografía multisituada de las relaciones entre instituciones y usuarios en seis sistemas expertos en España- Francisco Cruces Villalobos, Ángel Díaz de Rada Brun, Honorio Manuel Velasco Maillo, Roberto Fernández, Celeste Jiménez de Madariaga, Raúl Sánchez Molina, en El ayer y el hoy: lecturas de antropología política / coord. por Aurora Marquina Espinosa, Vol. 2, 2004 (El futuro), ISBN 84-362-4824-4, pags. 189-212 Archivado el 29 de octubre de 2005 en Wayback Machine.

- Los significados de la cultura y los significados de pueblo. Una historia inacabada, Reis: Revista española de investigaciones sociológicas, ISSN 0210-5233, N.º 60, 1992, pags. 7-26

- La apropiación de los símbolos sagrados: Historias y leyendas de imágenes y santuarios (siglos XV-XVIII), Revista de antropología social, ISSN 1131-558X, Nº 5, 1996 (Ejemplar dedicado a: Antropología e Historia), pags. 83-114 (enlace roto disponible en Internet Archive; véase el historial, la primera versión y la última).

- El futuro es el pasado: la Antropología como ciencia de la cultura y como ciencia del hombre, Anales de la Fundación Joaquín Costa, ISSN 0213-1404, N.º 11, 1994, pags. 123-130

- Identidad cultural y política, Revista de estudios políticos, ISSN 0048-7694, Nº 78, 1992, pags. 255-272 (enlace roto disponible en Internet Archive; véase el historial, la primera versión y la última).

- El folklore y sus paradojas, Reis: Revista española de investigaciones sociológicas, ISSN 0210-5233, N.º 49, 1990, pags. 123-144

- Multitud de milagros, en Literatura y Milagro en Santo Domingo: Jornadas "El milagro del gallo y la gallina, patrimonio cultura, santo Domingo de la Calzada, 3 y 4 de diciembre de 2002 / coord. por Javier Pérez Escohotado, José Miguel Delgado Idarreta, Luis M. Calvo Salgado, 2002, ISBN 84-95747-30-8, pags. 57-77